# Liste des adoptants de FreeBSD
 (septembre 2024).
La mise en forme du texte ne suit pas les recommandations de Wikipédia : il faut le « wikifier ».
Les points d'amélioration suivants sont les cas les plus fréquents :
- Les titres sont pré-formatés par le logiciel. Ils ne sont ni en capitales, ni en gras.
- Le texte ne doit pas être écrit en capitales (les noms de famille non plus), ni en gras, ni en italique, ni en « petit »…
- Le gras n'est utilisé que pour surligner le titre de l'article dans l'introduction, une seule fois.
- L'italique est rarement utilisé : mots en langue étrangère, titres d'œuvres, noms de bateaux, etc.
- Les citations ne sont pas en italique mais en corps de texte normal. Elles sont entourées par des guillemets français : « et ».
- Les listes à puces sont à éviter, des paragraphes rédigés étant largement préférés. Les tableaux sont à réserver à la présentation de données structurées (résultats, etc.).
- Les appels de note de bas de page (petits chiffres en exposant, introduits par l'outil «  Source ») sont à placer entre la fin de phrase et le point final[comme ça].
- Les liens internes (vers d'autres articles de Wikipédia) sont à choisir avec parcimonie. Créez des liens vers des articles approfondissant le sujet. Les termes génériques sans rapport avec le sujet sont à éviter, ainsi que les répétitions de liens vers un même terme.
- Les liens externes sont à placer uniquement dans une section « Liens externes », à la fin de l'article. Ces liens sont à choisir avec parcimonie suivant les règles définies. Si un lien sert de source à l'article, son insertion dans le texte est à faire par les notes de bas de page.
- La présentation des références doit suivre les conventions bibliographiques. Il est recommandé d'utiliser les modèles {{Ouvrage}}, {{Chapitre}}, {{Article}}, {{Lien web}} et/ou {{Bibliographie}}. Le mode d'édition visuel peut mettre en forme automatiquement les références.
- Insérer une infobox (cadre d'informations à droite) n'est pas obligatoire pour parachever la mise en page.

Pour une aide détaillée, merci de consulter Aide:Wikification.
Si vous pensez que ces points ont été résolus, vous pouvez retirer ce bandeau et améliorer la mise en forme d'un autre article.
 (septembre 2024).
Cette liste regroupe les différentes organisations, qui utilisent, ou ont utilisé, le système FreeBSD. Ce système peut être une alternative, pour compléter les choix par rapport à Gnu/Linux et aux distributions correspondantes.

## Liste
- L'infrastructure de service de WhatsApp est probablement l'un des exemples notables d'utilisation de FreeBSD[1] sur ses serveurs ; après son acquisition par Facebook (Meta), celle-ci bascule sous Centos[2].
- Le service de Vidéo à la demande Netflix[3] est le plus célèbre exemple de fonctionnement sur FreeBSD pour son infrastructure[4]
- Jusqu'à sa version 3.0, le projet Chinois Kylin était basé sur FreeBSD[5]
- Mindbridge, un éditeur logiciel, a annoncé en Septembre 2007 qu'il avait procédé à la migration d'un grand nombre de Windows Servers vers une infrastructure réduite, avec Linux et FreeBSD[6]. L'entreprise met en avant la réduction tarifaire.
- Des dizaines de fabricants et d'équipementiers, plus particulièrement dans l'industrie et les équipements informatiques professionnels, fonctionnent avec FreeBSD sur certains de leurs produits : Juniper, Cisco, NetApp, Dell, Panasonic...
- Le système d'exploitation de certains modèles de la console de jeu Playstation fonctionne sur FreeBSD : PS3[7], PS4[8], PS Vita[9].
- FreeBSD a été utilisé par les fermes de serveurs de rendu graphiques pour les images générées par informatique, du prestataire Manex Visual Effects, dans la réalisation des effets spéciaux du film Matrix et d'autres longs métrages[10]
- Darwin, le logiciel de base de MacOSX et d'iOS, est basé sur du code partagé entre XNU, FreeBSD et Mach, de l'Université Carnegie Mellon, notamment par Avie Tevanian[11].
- En 2024, le consultant italien Stefano Marinelli raconte[12] comment il a migré une grande partie des serveurs des hébergeurs qu'il accompagne, vers FreeBSD, NetBSD et OpenBSD[13], soulignant la stabilité et la fiabilité de ces systèmes, pour compléter Linux.
- L'opérateur de contenus Limelight utilise FreeBSD pour ses infrastructures[14].